# 니이촌 (고치현)
니이(일본어: 新居)는, 일본 고치현 도사시의 오아사이다. 2010년 3월 31일 현재 인구는 1742명이다. 우편번호는 781-1154. 본 항목에서는 과거 같은 지역에 2차례에 걸쳐 존재했던 다카오카군 니이촌(新井村)에 대해서도 적는다. 이전 자치체는 다카오카군 니이촌(新居村)이 설치되었던 촌이다. 현재의 도사시 니이에 해당한다.

## 역사
- 막부 말기 - 다카오카군 니이하무라 존재.「구 고조령 조사장」의 기재에 의하면 고치 번령이였다.
- 1871년 8월 29일 - 폐번치현에 의해 고치현의 관할이 됨.
- 1889년 4월 1일 - 정촌제 시행으로, 니이촌(제1차)이 자치체로 발족.
- 1942년 4월 1일 - 우사정과 합병하여 신우사정이 발족. 니이촌은 폐지.
- 1949년 4월 1일 - 신우사정이 분리되어 니이촌(제2차)이 다시 발족. 신우사정은 우사정으로 개칭.
- 1958년 4월 1일 - 다카오카정·우사정과 합병하여, 새로이다카오카정이 발족. 니이촌은 폐지.

## 참고 문헌
- 角川日本地名大辞典編纂委員会,『角川日本地名大辞典 39 高知県』1983, 角川書店